# Museo nazionale di Zurigo

L'ampliamento del museo dal 2016

Il Museo nazionale di Zurigo (tedesco: Landesmuseum Zürich) è la sede principale del Museo nazionale svizzero a Zurigo. Il museo è situato vicino alla stazione di Zurigo Centrale e si occupa della storia culturale della Svizzera.
Questa istituzione ha conosciuto negli ultimi decenni altre succursali in varie regioni della Svizzera. Il Landesmuseum è la sede centrale di un organismo che annovera tra l'altro un Centro delle collezioni, dotato di servizi altamente specializzati per il restauro e la conservazione. Trattasi del museo storico più visitato in Svizzera (302 304 visitatori nel 2019).
Inaugurato nel 1898, illustra la cultura e la storia della Svizzera, dalla preistoria al XXI secolo.

## Storia

### Storico
L'idea di un museo nazionale volto a collezionare e preservare i beni culturali minacciati, nasce durante la Repubblica Elvetica (1798-1803). Ministro nazionale della cultura e delle scienze, Filippo Alberto Stapfer aveva elaborato il progetto di una Università, una Biblioteca e un Museo nazionale, nonché di un Ufficio nazionale incaricato di catalogare le collezioni artistiche e scientifiche, i siti archeologici e i monumenti artistici e storici della Svizzera. Tale progetto fu compromesso dell'esito infelice della Repubblica Elvetica.
Il fiorire di musei locali e cantonali nella seconda metà del XIX secolo mise il giovane Stato federale fondato nel 1848 davanti alla necessità di chiarire la sua politica culturale. Un primo intervento parlamentare in favore di un museo nazionale si areno' nel 1880. Il consigliere nazionale zurighese Friedrich Salomon Vögelin lanciò il dibattito sulla fondazione di un tale museo nel 1883, ispirato dal successo dell'esposizione di arte nazionale organizzata per l'occasione dell'esposizione nazionale svizzera a Zurigo in quell'anno. Il rischio di vedere vendute all'estero « antichità patriottiche » di grande valore, la sorprendente abbondanza di oggetti scoperti da indefessi archeologi nonché l'interesse dimostrato per le condizioni di vita, dal basso medioevo all'epoca moderna, spinsero la Confederazione ad agire.
Il Museo nazionale svizzero (MNS) viene ufficialmente creato nel 1890 con una votazione del Parlamento federale, e dopo accesi dibattiti riguardo alla sua ubicazione tra Berna, Basilea, Lucerna e Zurigo, la sede ne fu fissata in quest'ultima città l'anno successivo.
L'edificio del museo è stato costruito dal 1892 al 1898, anno dell'inaugurazione, in stile storicistico. L'architetto fu lo zurighese Gustav Gull che con il primo direttore Heinrich Angst aveva studiato parecchi castelli francesi ed inglesi. Il «castello-museo» con le sue torri, corti e un parco sulla penisola tra i fiumi Sihl e Limmat è diventato un'attrazione turistica nel centro di città di Zurigo. L'architetto, che ha utilizzato pietra di tufo per la costruzione, ha lasciato la sua impronta nell'edificio, la cui forma riproduce l'iniziale G. 

### Ampliamento della struttura
Già dall'inaugurazione, appare chiaro che il rapido aumento di collezioni esposte richiederanno un ampliamento del museo. Dopo il restauro delle strutture originali, il museo si è allargato con un annesso in stile moderno. L'annesso con sale d'esposizioni, un auditorio e una biblioteca è stato inaugurato il 31 luglio 2016.

## Esposizione
Le esposizioni permanenti del museo presentano reperti archeologici dalla preistoria e l'età romana, arte dal Medioevo all'età moderna oltre che oggetti che riguardano la politica e l'economia della Svizzera. Pezzi esposte come le stanze storiche, la collezione d'arme o un diorama della battaglia di Morat provengono da decenni passati. In tempi più recenti il museo ha piuttosto puntato a presentare mostre speciali durante un periodo breve.